# Surprise Show (Programa de televisão)
Surprise Show foi um programa de televisão de entretenimento exibido pelo canal SIC entre 1995 e 1998 e contou com a apresentação de Fátima Lopes. Baseava-se em telespectadores interessados em surpreender positivamente alguém de quem gostavam, escrevendo para o programa. A equipa de produção trataria de fazer com que o pedido fosse concretizado e no decorrer do programa acompanhavam-se as situações e reações dos visados e de como as ideias surgiam.
Frequentemente o programa lançava anúncios nos intervalos da SIC para os interessados saberem como contactar a produção e surpreender quem desejariam. Era transmitido uma vez por semana, contou com três temporadas, iniciadas geralmente em outubro e durava por treze semanas.